# جامع الشيخ سراج الدين
جامع سراج الدين من مساجد بغداد القديمة والتراثية، وفيهِ قبر الشيخ محمد بن عبد الله بن المبارك الواسطي الرفاعي المخزومي، المتوفي عام 885هـ/1480م، وهو من رجال الطريقة الصوفية ومن علماء القرن السادس الهجري في عهد الدولة العباسية، ويقع الجامع في جانب الرصافة من مدينة بغداد قرب الحضرة القادرية، وفيهِ مصلى فسيح الساحة رصين البنيان، ومشيد بالطابوق، وتعلو حرمه قبة كبيرة وبجانبها منارة مئذنة عالية، ولقد جددت عمارته في عام 1131هـ/1719م، من قبل والي بغداد في عهد الدولة العثمانية، واجريت عليه أعمال الصيانة مؤخراً من قبل ديوان الوقف السني في العراق.